# Stenka-Klasse
Projekt 205P, mit dem Decknamen Tarantul (russisch Тарантул), von der NATO als Stenka-Klasse bezeichnet, ist eine Klasse von U-Jagd-Booten, die während des Kalten Krieges in der Sowjetunion entwickelt wurden. Der russische Deckname Tarantul für Projekt 205P hat nichts dem identischen Codenamen zu tun, den die NATO Projekt 1241.1 gab.

## Geschichte

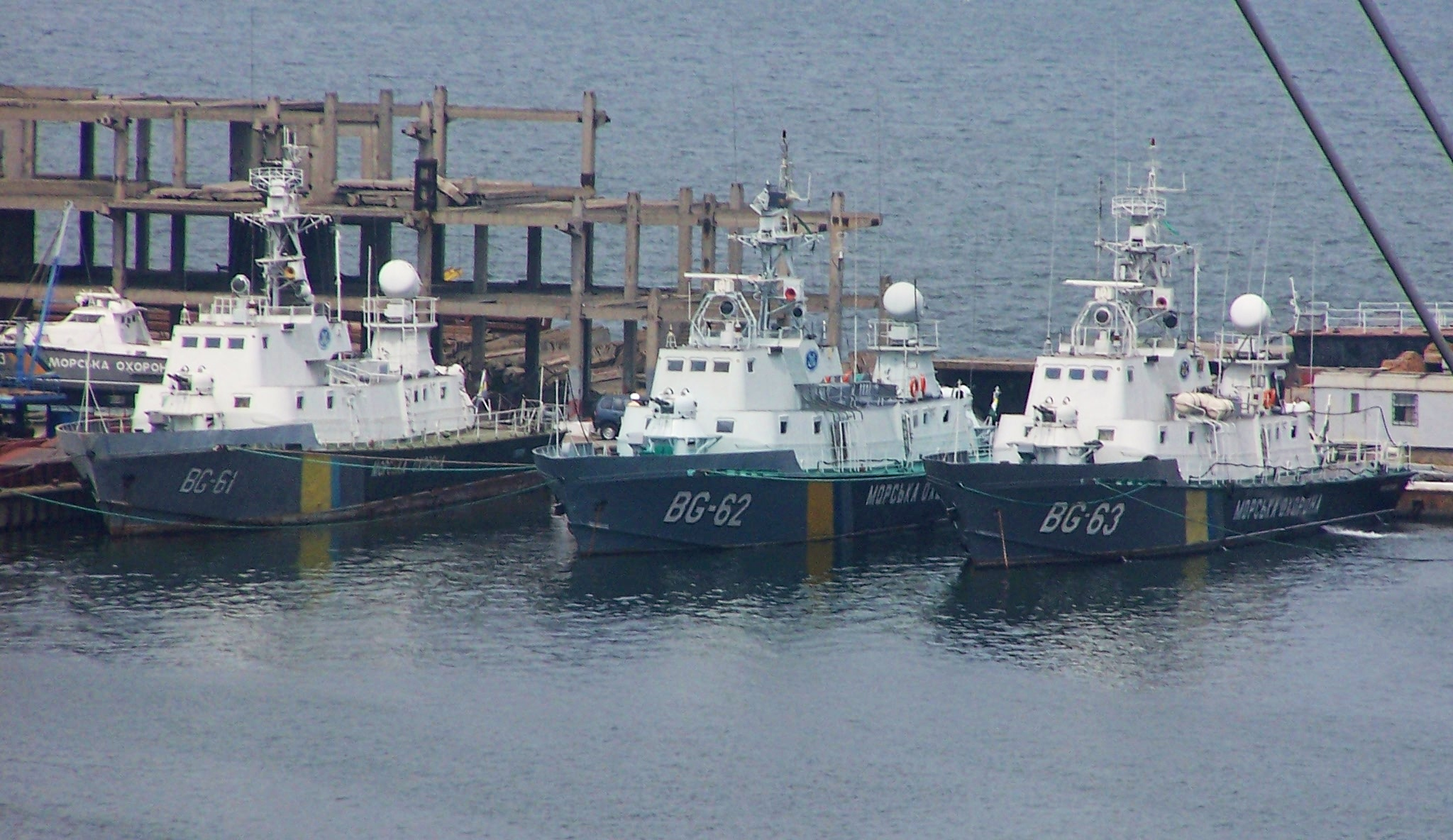
Patrouillenboote des Projekts 205P: BG-61 „Odessa“, BG-62 „Podillja“ und BG-63 „Pawlo Derschawin“ der ukrainischen Küstenwache im Hafen von Odessa

Projekt 205P ist eine Variante des Projekts 205, das seinerseits als Flugkörperschnellboot geplant wurde. Das Entwicklungsbüro der „Almas“-Werft in Leningrad benutzte die standardisierten Bauteile des Flugkörperschnellbootes, um daraus ein U-Jagd-Boot zu entwickeln. Dazu wurden die Raketenstartbehälter durch vier leichte Torpedorohre ersetzt und der Wohnraum in den Booten für lange Einsatzzeiten umgestaltet, die bei langen Patrouillenzeiten, anders als bei Projekt 205, zu erwarten waren. Man baute eine leistungsfähige Klimaanlage ein und erhöhte die Aufbauten, um mehr nutzbaren Raum in ihrem Inneren zu schaffen.
Die Sowjetunion klassifizierte die 113 Boote ihrer Grenztruppen als „Grenzwachschiffe“ (russisch Пограничные сторожевые корабли (ПСКР)) und die fünf Boote der Marine als Kanonenboote (russisch артиллерийский катер). Eine vergleichbare Zuteilung von Booten, die zur U-Boot-Bekämpfung ausgelegt sind, in die reguläre Grenzsicherung, war in den NATO-Staaten eher ungewöhnlich, so dass Projekt 205P dort auch als Patrouillenboot geführt wird.

## Technik

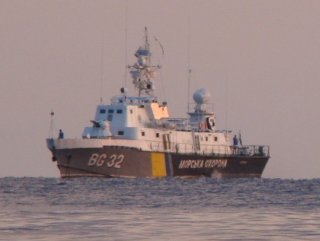
BG-32 „Donbas“ der ukrainischen Küstenwache in der Nähe von Foros

### Rumpf und Antrieb
Für die Boote des Projekts 205P wurde der Bootsrumpf der Osa-Klasse verwendet. Die Seezielflugkörper mit den dazugehörigen Aufbauten und Technik entfielen. Als Antriebsanlage bekamen die Boote drei Diesel-Reihensternmotore vom Typ M504 B2 mit einer Gesamtleistung von rund 15.000 PS.

### Bewaffnung
Primäre Waffe zum Bekämpfen von U-Booten waren SET-40-Torpedos. Die Boote wurden dazu mit vier 406-mm-Torpedorohren ausgerüstet, die man auf dem Deck im achtern Teil der Boote, je zwei Backbord und Steuerbord montierte.
Hinter den Torpedorohren auf dem Achterdeck ist an Backbord und Steuerbord je ein Abrollgestell für Wasserbomben angebracht. Zwölf Wasserbomben, sechs pro Gestell, können mitgeführt werden.
Wie die Boote des Projekts 205 sind auch die Boote des Projekts 205P mit zwei radargesteuerten 30-mm-Zwillingsgeschützen des Typs AK-230 ausgerüstet. Ein AK-230-Turm steht auf der Back, der andere am Heck.
Eines der Boote wurde zur Erprobung mit einem 57-mm-Geschütz AK-725 ausgerüstet und erhielt eine modifizierte Projektnummer - 205PE.

### Sensoren
Zur Suche nach Luft- und Oberflächenkontakten ist Projekt 205P mit einem MR-102- (NATO: „Pot Drum“) oder einem „Positiv“-Radar (NATO: „Peel Cone“) ausgerüstet, die auf der Mastspitze installiert sind. Darunter sind am Mast zwei Antennen des Systems zur Freund-Feind-Erkennung angebracht, das die NATO als „High Pole B“ bezeichnet.
Zum Lenken des Waffenfeuers der beiden AK-230-Türme ist ein Feuerleitradar vom Typ MR-104, das von der NATO „Drum Tilt“ getauft wurde, auf dem hinteren Teil des Aufbaus montiert.
Die Suche nach U-Booten sind die Schiffe mit einem MG-345-„Bronza“-System ausgerüstet, das sich aus einem Tauch-Sonar des Typs MG-329 „Scheksna“, wie es auch die Korvetten des Projekts 133.1 tragen, und einem MG-11-„Tamir-11“-Sonarsensor an der Rumpfunterseite zusammensetzt.

## Boote des Projekts 205P
Etwa 137 Boote dieser Klasse wurden zwischen 1976 und 1989 gebaut und an die sowjetischen Grenztruppen ausgeliefert. Der mit 111 Booten überwiegende Teil wurde dabei in Leningrad gebaut. Sieben Boote einer modifizierten Version (Projekt 02059) ohne Torpedorohre und Sonar wurden zwischen 1985 und 1987 gebaut und an Kuba (vier Boote) und Kambodscha (drei Boote) geliefert.
Kambodscha hat seine Boote zwischen 1995 und 1997 modernisiert und mit neuen Geschützen, Radar und Antrieb ausgestattet. Georgien hat eines seiner zwei Boote 2006 verschrottet und das andere im Kaukasus-Konflikt 2008 verloren. Von den etwa 118 Booten der sowjetischen Marine sind noch 15 in der russischen und 13 in der ukrainischen Marine aktiv (Stand 2004).

## Belege und Verweise

### Bemerkungen
1. ↑  Auch unter der Bezeichnung „Almas“ bekannt.
2. ↑  "Stenka" ist eine russische Verniedlichungsform des Vornamens Stefan.